# ياسين عبد اللطيف
ياسين عبد اللطيف كاتب وشاعر واديب سوري من محافظة الرقة (1955_2019).

## ولادته وتحصيله
ولد ياسين عبد اللطيف في الرقة عام 1955 درس في مدارس الرقة للمرحلة الثانوية. ثم تابع تعليمه في جامعة دمشق قسم التاريخ.

## عمله ووظائفه
عمل في دائر الرقابة في التلفزيون السوري، ثم انتقل للعمل في السعودية.

## كتبه وآثاره
- أوراق الطارئ الرقي، دار العربية عام 1982.

- احياء في كل وقت 1988م.

- البحث عن سماوات طبع وزارة الثقافة عام 1989م.

- عزلة الملائكة طبع وزارة الثقافة عام 1999م.[4]

- شارك في كتابة مسلسل أيوب الغضب اخراج غزوان بريجان.[5]

- كتب مجموعة من الافلام الوثائقية اثناء عمله في السعودية.

- كما نشر عدة مقالات في الصحف المحلية من اشهر مقالاته في نقد رواية ابراهيم الخليل الضباع[6]

## وفاته
توفي ياسين عبد اللطيف عام 2019